# 야마코시역
야마코시역(일본어: 山越駅 야마코시에키[*])은 일본 홋카이도 후타미 군 야쿠모정에 있는 홋카이도 여객철도 하코다테 본선의 철도역이다.

## 역 구조
2면 2선의 승강장이 있는 지상역이다. 원래는 2면 3선식 승강장이었다가 중간 선로를 철거하는 바람에 현재의 구조가 생기게 되었다. 양 승강장은 구내 건널목으로 연결되어 있으며, 무인역이다.

### 승강장
| 상행 | ■ 하코다테 본선 | 모리 · 오누마 · 하코다테 방면   |
| 하행 | ■ 하코다테 본선 | 야쿠모 · 군누이 · 오샤만베 방면 |

## 역 주변
- 야마코시 우편국
- 야쿠모 정립 야마코시 초등학교

## 역사
- 1903년 11월 3일 - 홋카이도 철도의 야마코시나이역(山越内駅)으로 개업. 일반역.
- 1904년 10월 15일 - 역명이 야마코시역으로 개칭됨.
- 1907년 7월 1일 - 홋카이도 철도 국유화.
- 1960년 5월 25일 - 화물 취급 폐지.
- 1984년 2월 1일 - 수하물 취급 폐지.
- 1987년 4월 1일 - 일본국유철도 분할 민영화로 홋카이도 여객철도가 계승.
- 2007년 10월 - 역 번호 부여. H55.

## 인접한 역
| 홋카이도 여객철도 하코다테 본선 | 홋카이도 여객철도 하코다테 본선 | 홋카이도 여객철도 하코다테 본선 |
| ------------------------------- | ------------------------------- | ------------------------------- |
| H56 노다오이 하코다테 방면      | ■ 하코다테 본선                 | H54 야쿠모 오샤만베 방면        |